# داريوش اقبالي
داريوش اقبالي (ولد 1951 م) هو مغني إيران. مولده في طهران. بدأت مسيرته الموسيقية في مطلع السبعينات حيث قدمه حسن خياط باشي للغناء في التلفزيون الإيراني، وتعرف إليه الجمهور في أغنية حملت عنوان 'بمن نجو دست دارم'.

## حياته الشخصية
يعود أصل داريوش إقبالي إلى مدينة ميانة لعائلة أذربيجانية. هو مسلم وشيعي ولم ينس علي بن أبي طالب في أغانيه، فقد قدم العديد من الأغاني له.

## روابط خارجية
- داريوش اقبالي على موقع IMDb (الإنجليزية)
- داريوش اقبالي على موقع ميوزك برينز (الإنجليزية)
- داريوش اقبالي على موقع ديسكوغز (الإنجليزية)
- داريوش اقبالي على موقع ديسكوغز (الإنجليزية)
- داريوش اقبالي على موقع قاعدة بيانات الفيلم (الإنجليزية)